# Lubna de Córdova
Lubna de Córdova (em árabe: لبنى القرطبية) foi uma intelectual e matemática andalusina da segunda metade do século X, famosa por seus conhecimentos de gramática e pela qualidade de sua poesia. Originalmente era uma escrava de origem espanhola. Mais tarde tornou-se a secretária do califa de Córdova, Aláqueme II (r. 961–976), um grande defensor da cultura.
Na biblioteca de Córdova, Lubna se encarregou de tocar, escrever e traduzir muitos manuscritos. Junto com Hasdai ibne Xaprute, ela foi a força motriz por trás da criação da famosa biblioteca de Medina Azara, que abrigava mais de 500 000 livros.
A escritora Kamila Shamsie afirma que Lubna pode ter sido duas mulheres diferentes, Lubna e Fátima - combinadas em uma mulher, porque o historiador responsável não conseguia compreender que havia duas mulheres intelectuais no mesmo tribunal.
Segundo as crônicas árabes, na época do califa Aláqueme II, mais de 170 mulheres alfabetizadas podiam ser encontradas em alguns subúrbios da cidade; essas mulheres eram responsáveis por fazer cópias de manuscritos valiosos. Isso dá uma ideia da cultura e do papel das mulheres durante o reinado do califa.